# ロイヤル・ホテル (グレート・ヤーマス)
ロイヤル・ホテル (Royal Hotel) は、イギリス、イングランド、ノーフォーク州の海浜リゾートの町グレート・ヤーマスにある、指定建造物2級の登録建築。

## 位置
このホテルは、海岸沿いのマリン・パレード (Marine Parade) とビクトリア・ロード (Victoria Road) に面しており、裏側には、ウェリントン・ロード (Wellington Road) がある。

## 歴史
このホテルは、1840年に竣工し、当時は「ビクトリア・ホテル (Victoria Hotel)」という名であった。その後、ロイヤル・ホテルと改名されたが、当時はグレート・ヤーマスの海岸沿いで最も南側に位置する町外れの最後のホテルであった。1847年、イングランドの作家で社会評論家だったチャールズ・ディケンズは、『パンチ』誌と『The Field』誌の創刊編集人で、ディケンズの友人かつ同僚だったマーク・レモンとともにこのホテルに滞在したが、当時のディケンズは、連載小説として最初に発表された『デイヴィッド・コパフィールド』の執筆に没頭していた。ホテルに滞在中、妻へ送った書簡の中で、ディケンズはグレート・ヤーマスについて、「ヤーマスは、これまで見た中でも最も驚くべき光景だった (Yarmouth was the most wondrous sight his eyes had ever beheld)」と記している。彼は滞在中にジェームズ・シャーマン (James Sharman)というブリタニア・モニュメント（ネルソン記念碑）の管理人と出会ったが、おそらくこの人物が小説に登場するハム・ペゴティ (Ham Peggotty) のモデルである。ホテル内のパーム・コート (Palm court) には、滞在中のディケンズが署名したメニューが展示されていた。

### 改築
このホテルは、ノリッジの建築家ジョン・ボンド・ピアース1877年の設計によって改修、増築された。
21世紀に入ってからは、2012年に改装がおこなわれた。

### 王室との関わり
19世紀末、当時のプリンス・オブ・ウェールズ、後の国王エドワード7世は、しばしばこのホテルに滞在し、ここを定宿としていたミュージックホール歌手で舞台女優で、通称「ジャージー・リリー (Jersey Lily)」として知られた公妾リリー・ラングトリーと接していたとされる。ホテル正面のファサードには、エドワード7世のクレストが残されている。エリザベス2世がグレート・ヤーマスを訪問した際に、善意からこのホテルへの特別なメッセージを送ったことは、よく知られている。